# Шрек, Юлиус
Юлиус Шрек (нем. Julius Schreck, 13 июля 1898, Мюнхен — 16 мая 1936, Грефельфинг (Мюнхен)) — создатель и первый рейхсфюрер СС (оберляйтер СС).

## Биография
Родился 13 июля 1898 года в Мюнхене. 1 декабря 1916 года призван в армию. Окончил войну в чине капитана и был удостоен Железного креста 2-й степени и Баварского ордена «За военные заслуги». После войны — участник фрайкора в составе «морской бригады Эрхарда». 
В 1920 году одним из первых примкнул к нацистскому движению. С 1921 года принимал участие в создании СА, а также в организации Stabswache, подразделении СА, которое должно было обеспечивать охрану фюрера во время публичных мероприятий. С 1922 года — член СА (Билет № 5). В марте 1923 года возглавил охранную группу Адольфа Гитлера. Принимал активное участие в Пивном путче и после провала был заключен в тюрьму вместе с остальными руководителями партии. Являясь телохранителем и личным водителем Гитлера, Шрек после Пивного путча и вынужденной эмиграции Йозефа Бертхольда 9 ноября 1923 года стал руководителем фактически несуществующей «Ударной группы Адольфа Гитлера» — прообраза СС. 
В апреле 1925 года Гитлер поручил Шреку формирование новой охранной группы. Первоначально отряд состоял из восьми человек и тогда же был переименован в «охранный отряд» нем. Schutzstaffel, первое подразделение СС. 21 сентября 1925 года Шрек издал «Циркуляр № 1», по которому предписывалось всем местным организациям НСДАП создавать подразделения СС в регионах по 10 человек, а в Берлине — 20 человек. Шрек внимательно следил за тем, чтобы в СС попадали только специально отобранные люди, соответствующие нацистскому представлению о «нордическом сверхчеловеке». В охранные отряды набиралась в основном молодёжь, то есть лица в возрасте от 23 до 35 лет. Новобранцы должны были обладать «отменным здоровьем и крепким телосложением». При поступлении им надлежало представить две рекомендации, а также полицейскую справку о проживании в течение последних пяти лет в данной местности. В апреле 1926 года был заменён вернувшимся Йозефом Бертхольдом. 
С конца 1927 года был постоянным шофёром и личным телохранителем Гитлера. В 1936 году заболел менингитом и 16 мая скончался. Вместо него первым шофёром Гитлера стал Эрих Кемпка. Похоронен с почестями 19 мая 1936 года в Грефельфинге (Мюнхен). Посмертно получил от Генриха Гиммлера почётное звание бригадефюрера СС. В его честь был назван 1-й штандарт СС в Мюнхене.

## Награды
- Железный крест 2-го класса
- Баварский орден «За военные заслуги»
- Почётный крест ветерана войны
- Шеврон старого бойца
- Почётный знак Кобург (14.10.1932)
- Орден крови (№ 349) (09.11.1933)
- Золотой партийный знак НСДАП
- Кольцо «Мёртвая голова» (1935)